# 4 miesiące, 3 tygodnie i 2 dni
4 miesiące, 3 tygodnie i 2 dni (rum. 4 luni, 3 săptămâni și 2 zile) – rumuński film artystyczny z 2007 roku, według scenariusza i w reżyserii Cristiana Mungiu, z Anamarią Marinką, Laurą Vasiliu i Vladem Ivanovem w rolach głównych. Akcja filmu rozgrywa się w komunistycznej Rumunii, w ostatnich latach rządów Nicolae Ceaușescu. Film opowiada historię dwóch studentek, współlokatorek w uniwersyteckim akademiku, które próbują dokonać nielegalnej aborcji. Film, zainspirowany anegdotą z epoki i ogólnym kontekstem społeczno-historycznym, ukazuje lojalność dwóch przyjaciółek i wyzwania, z jakimi muszą się zmierzyć.
Mungiu i operator Oleg Mutu nakręcili ten film w Bukareszcie i innych rumuńskich plenerach w 2006 roku. Po światowej premierze w Cannes film 4 miesiące, 3 tygodnie i 2 dni zadebiutował w Rumunii 1 czerwca 2007 roku na Międzynarodowym Festiwalu Filmowym Transilvania. Film został przyjęty z uznaniem przez krytykę, która zwróciła uwagę na jego minimalizm i drażliwą tematykę.
Film zdobył w 2007 roku trzy nagrody na 60. MFF w Cannes, w tym główne trofeum, czyli Złotą Palmę. Otrzymał również liczne wyróżnienia, w tym dla najlepszego filmu na rozdaniu Europejskich Nagród Filmowych oraz rumuńskich nagród Gopo. Film 4 miesiące, 3 tygodnie i 2 dni stał się przedmiotem kontrowersji związanych z cenzurą, debatą na temat aborcji oraz wykluczeniem go z 80. ceremonii wręczenia Oscarów, ale w 2016 roku znalazł się na 15. miejscu listy 100 największych filmów XXI wieku przygotowanej przez BBC.

## Streszczenie
W 1987 roku dwie studentki uniwersytetu w nienazwanym rumuńskim mieście, Otilia Mihartescu i Gabriela „Găbița” Dragut, mieszkają razem w akademiku. Kiedy Găbița zachodzi w ciążę, obie młode kobiety umawiają się w hotelu na spotkanie z panem Bebe, który ma dokonać nielegalnej aborcji. W akademiku Găbița i Otilia przeglądają rzeczy potrzebne im na dany dzień. Podczas gdy Găbița nerwowo siedzi i czeka, Otilia kupuje mydło i papierosy. Później Otilia jedzie autobusem do swojego chłopaka Adiego, od którego pożycza pieniądze. Adi prosi Otilię, żeby odwiedziła jego rodzinę tego wieczoru, ponieważ jego matka ma urodziny. Otilia początkowo odmawia, ale ustępuje po tym, jak Adi zaczyna się denerwować .
Otilia udaje się do hotelu Unirea, w którym Găbița zarezerwowała pokój, ale tam dowiaduje się, że nie ma rezerwacji na nazwisko Găbițy. Otilia udaje się więc do innego hotelu, Tineretului, a po długich błaganiach i negocjacjach udaje jej się zarezerwować pokój po wyższej cenie. Po rozmowie telefonicznej z Găbițą Otilia udaje się na miejsce spotkania z panem Bebe, choć ten prosił Găbițę, by spotkała się z nim osobiście. Pan Bebe wpada w złość, gdy dowiaduje się, że Găbița nie znajduje się w planowanym hotelu .
W Tineretului pan Bebe odkrywa, że twierdzenie Găbițy, jakoby jej ciąża była w drugim lub trzecim miesiącu, było kłamstwem i że ciąża trwa już co najmniej cztery miesiące. Zmienia to procedurę, a także zwiększa ryzyko oskarżenia o morderstwo. Chociaż obie kobiety były pewne, że za aborcję zapłacą nie więcej niż 3000 lei, powoli staje się jasne, że pan Bebe oczekuje, że obie kobiety będą uprawiać z nim seks. Zdesperowana i zrozpaczona Otilia uprawia seks z panem Bebe, aby ten nie odszedł od nich, podobnie też czyni Găbița . Następnie pan Bebe dokonuje aborcji, wstrzykując sondę i nienazwany płyn do macicy Găbițy, a Otilii zostawia instrukcje, jak pozbyć się płodu, gdy ten się wydostanie. Otilia jest zirytowana kłamstwami Găbițy, ale nie przestaje jej pomagać i opiekować się nią .
Otilia zostawia Găbițę w Tineretului, by wziąć udział w przyjęciu urodzinowym matki Adiego. Nadal jest zaniepokojona, ale zostaje i jada kolację z przyjaciółmi matki Adiego, którzy w większości są lekarzami . Rozmawiają o błahych sprawach, podczas gdy Otilia i Adi milczą. Po tym, jak Otilia przyjmuje papierosa na oczach rodziców Adiego, jeden z gości zaczyna mówić o zagubionych wartościach i szacunku dla starszych . Adi i Otilia uciekają do jego pokoju, gdzie ona opowiada mu o aborcji Găbițy. Zaczynają dyskutować o tym, co by się stało, gdyby to Otilia była w ciąży . Po kłótni Otilia dzwoni do Găbițy z domu Adiego. Găbița nie odbiera, więc Otilia postanawia wrócić do hotelu.
Kiedy Otilia wchodzi do pokoju hotelowego, Găbița leży na łóżku i mówi Otilii, że płód został wydalony i znajduje się w łazience. Otilia zawija płód w ręcznik i wkłada do torby, a Găbița prosi ją, by go zakopała. Otilia wychodzi na zewnątrz, w końcu wspina się na szczyt budynku, jak sugerował pan Bebe, i wrzuca torbę do zsypu na śmieci. Wraca do Tineretului i zastaje Găbițę siedzącą w restauracji. Otilia siada i mówi Găbiție, że już nigdy więcej nie będą rozmawiać o tym epizodzie. Otilia wpatruje się w Găbițę bez wyrazu .

## Obsada
Na podstawie następującego źródła:
- Anamaria Marinca jako Otilia Mihartescu
- Laura Vasiliu jako Găbița Drăguț
- Vlad Ivanov jako Viorel Bebe
- Alexandru Potocean jako Adi Radu
- Luminița Gheorghiu jako Gina Radu

## Produkcja

### Tło historyczne

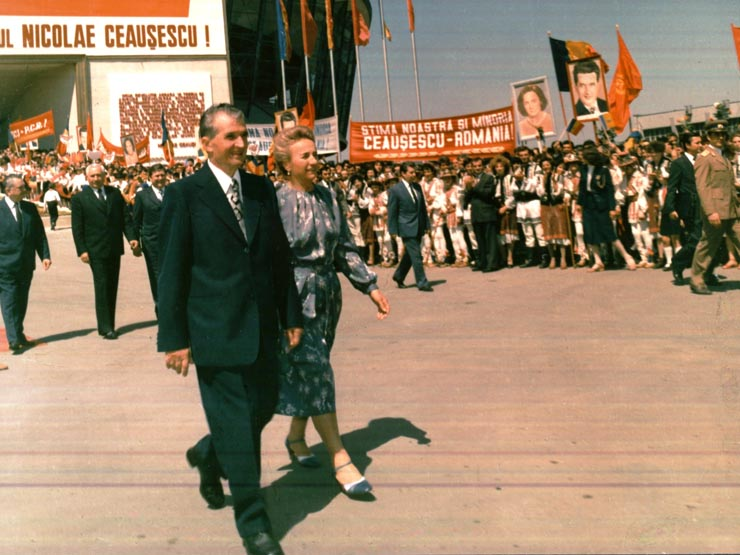
Film jest oparty na rzeczywistości Rumunii pod rządami Nicolae Ceaușescu (na zdjęciu)

Sekretarz generalny Rumuńskiej Partii Komunistycznej Nicolae Ceaușescu uchwalił w 1966 roku dekret 770 o aborcji, aby zwiększyć liczbę urodzeń w kraju. Zabieg był dozwolony tylko w bardzo ograniczonych okolicznościach. Podstawą ustawy nie był religijny sprzeciw wobec aborcji, lecz władza i kontrola rządu nad obywatelami. Akademiczka Adriana Cordali Gradea argumentowała, że w uzasadnieniu dekretu kobiety postrzegane były jako obywatele drugiej kategorii, bez prawa do bycia wysłuchanym. W latach 80. dekret został zaostrzony, po czym wprowadzono obowiązek wizyt ginekologicznych, aby ocenić, czy poszczególne kobiety mogą się rozmnażać. Pisarka Dominique Nasta oceniła film jako dobitny portret ucisku i złego stanu gospodarki Socjalistycznej Republiki Rumunii w późnym okresie rządów reżimu Ceaușescu.
W latach obowiązywania dekretu 770 jedyne dostępne metody aborcji, wszystkie nielegalne, bywały śmiertelne dla kobiet, powodując tysiące zgonów . Według notatek Mungiu, którymi podzielił się z prasą, liczba ofiar śmiertelnych wynosiła 500 000 . Gradea podawała ostrożne szacunki na poziomie 10 000. Istniały również sankcje przeciwko antykoncepcji, a edukacja seksualna była rzadkością. Po rewolucji w 1989 roku aborcja stała się legalna, a jej wykonywanie w pierwszych 14 tygodniach ciąży nie podlegało żadnym ograniczeniom.

### Prace przygotowawcze
Pierwotnego pomysłu na film 4 miesiące, 3 tygodnie i 2 dni dostarczyła zasłyszana przez reżysera Cristiana Mungiu anegdota z czasów komunistycznej Rumunii . Choć usłyszał ją od przyjaciela 15 lat przed nakręceniem filmu, zdarzenie miało miejsce pięć lat wcześniej, w 1987 roku, którą to datę Mungiu odnotował w scenariuszu. Mungiu, który sam urodził się w czasie obowiązywania dekretu 770, chciał stworzyć poważny film oparty na prawdziwej historii, która po ponad 15 latach nadal go poruszała i wydawała się tragiczna . Przeprowadził wywiady z innymi osobami, które przeżyły ten okres, aby ustalić, czy owo doświadczenie było powszechne. Film o latach 80. w Rumunii, niezależnie od anegdoty, był dla niego odpowiedni, ponieważ Mungiu pamiętał ten czas . Miał nadzieję, że oparcie historii na faktach odróżni ją także od poprzednich filmów rumuńskich:
Pamiętam, że oglądałem wiele propagandowych filmów rumuńskich i myślałem, że nic takiego nigdy nam się nie przydarzyło. Ci ludzie mówili tym samym językiem, a mimo to wyglądali jak kosmici.
Zabierając się do pisania scenariusza, Mungiu chciał mniej skupić się na aborcji, a bardziej na czasach i ludziach. Powiedział, że „jest to także film o odpowiedzialności i podejmowaniu decyzji” . W trakcie pisania filmu stwierdził, że nacisk na kwestie polityczne nie był czynnikiem decydującym o montażu, ponieważ nie usuwał potencjalnych scen, jeśli wydawały mu się wiarygodne, zadając sobie pytanie: „Czy to się mogło wydarzyć i czy ma sens dla historii, żeby to zachować?”
Mungiu wielokrotnie poprawiał scenariusz w trakcie produkcji, tworząc 17 szkiców. Najważniejszą zmianą było wyłonienie Otilii jako jedynej bohaterki, podczas gdy rola Găbițy została skrócona. W zamyśle Mungiu Otilia była zdeterminowana, by pomóc Găbiție, ponieważ ich wspólne życie w akademiku przez cztery lata stworzyło między nimi więź emocjonalną . Film został wyprodukowany przy budżecie wynoszącym poniżej 600 000 euro.

### Dobór obsady

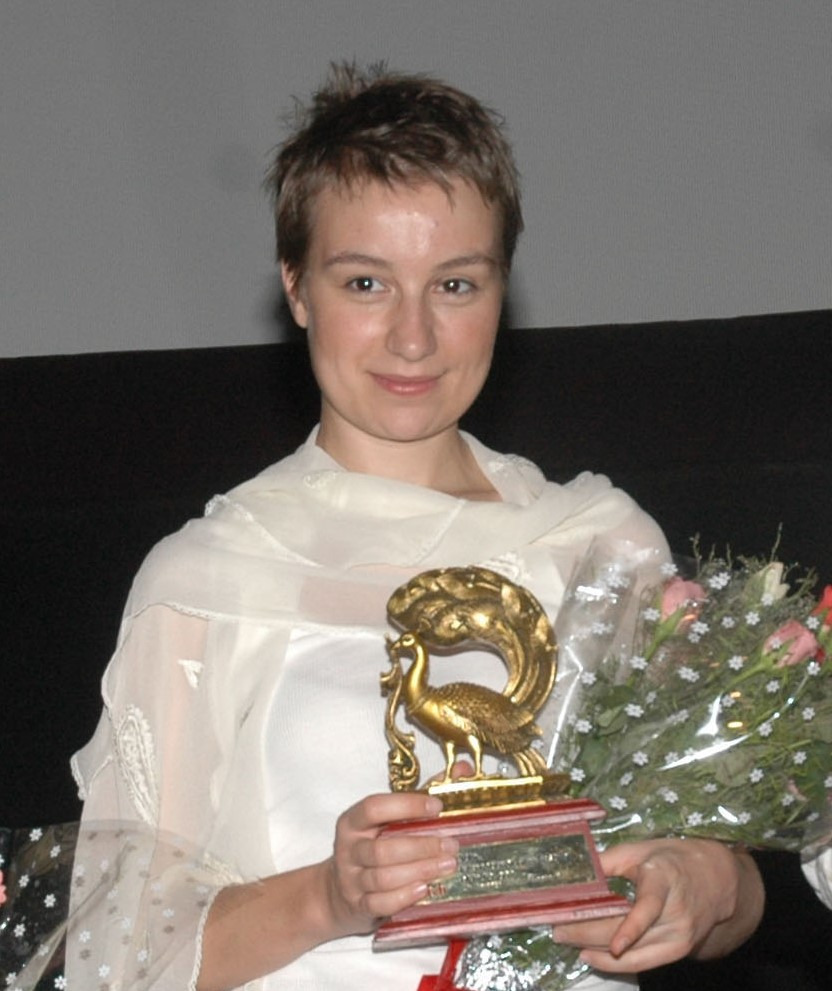
Rumuńska aktorka Anamaria Marinca, odtwórczyni głównej roli Otilli (2007)

Casting odbył się jesienią 2006 roku. Ze względu na zastosowanie dłuższych ujęć Mungiu szukał aktorów, którzy mogliby zapamiętać dużą ilość dialogów i uznał, że Vlad Ivanov jest idealny do 25-minutowej sekwencji .
Mungiu obejrzał przesłuchania wielu młodych kobiet, które miały zagrać dwie główne bohaterki . Anamaria Marinca, która nie pracowała z Mungiu przed przeczytaniem scenariusza, uznała tę historię za intrygującą . Występowała w telewizji, ale wcześniej nie zagrała w filmie. Przy pierwszym spotkaniu z Marinką reżyser nie mógł sobie wyobrazić jej w roli głównej, ale przekonał się do niej, gdy zaczęła ona czytać pierwszą stronę scenariusza . Miała doświadczenie sceniczne, więc długie ujęcia były dla niej zrozumiałe. Laura Vasiliu również była scenicznie doświadczona .

### Okres zdjęciowy
Zdjęcia rozpoczęły się w październiku 2006 roku, a celem było ukończenie filmu do maja, tak aby mógł on zostać zgłoszony na Festiwal Filmowy w Cannes w 2007 roku . Po jesiennych poszukiwaniach lokacji większość zdjęć kręcono w Bukareszcie, a niektóre sceny w hotelu w Ploeszti . Bukareszt w 2006 roku nie wyglądał już tak, jak w 1987 roku, ze względu na remont, jaki przeszły zabytkowe budynki . Scenografka Mihaela Poenaru, przygotowując plenery, korzystała ze swoich wspomnień z tamtego okresu . Postać pana Bebe otrzymała także czerwony samochód marki Dacia . W kilku scenach miejsca wewnątrz budynków były tak małe, że kamera musiała zostać umieszczona poza pomieszczeniem .
Aby podkreślić stan emocjonalny bohaterów, film kręcono w długich ujęciach, unikano zbliżeń i nie używano muzyki. Zdaniem Mungiu pozwoliło to „zachować odpowiedni dystans do tematu i być uczciwym wobec historii”. Operator Oleg Mutu postawił na minimalizm, oświetlając tła tak, by ukazywały przedmioty powszechne w 1987 roku, a jednocześnie starając się nie odwracać zbytnio uwagi od bohaterów. Mutu i Mungiu wypracowali już wcześniej formułę długich ujęć i średnich kadrów w pierwszym filmie fabularnym reżysera, Zachodzie. W 4 miesiącach, 3 tygodniach i 2 dniach Mutu użył aparatu Arriflex 535. Mungiu uznał, że najtrudniejsza do nakręcenia była scena kolacji, ponieważ skupienie uwagi na dużej liczbie aktorów w długim ujęciu utrudniało pracę. Ukończenie tej sceny zajęło 17 prób w ciągu pięciu dni.
W jednej ze scen poroniony płód jest widoczny na ekranie przez około 14 sekund, czyli tyle, ile trwało wypowiedzenie dialogu przez aktorów. Zsyp, który pojawia się na końcu filmu, został zbudowany na potrzeby filmu, ponieważ nie było takiego w miejscu realizacji zdjęć. Aby stworzyć efekt dźwiękowy, ekipa zrzucała worki z kapustą i ziemniakami.
Ponieważ Mungiu powiedział, że w 1987 roku w Rumunii nie używano latarni ulicznych, Mutu zastanawiał się nad innymi sposobami oświetlenia końcowych scen, w których kamera miała poruszać się z Marinką przez 200 metrów. Do tej sekwencji Mutu ustawił światła z dachów budynków, używając pręta i papierowych lampionów do kamery. Scena, w której Găbița odwiedza swojego ojca (granego przez Costicę Babu), została usunięta ze względów narracyjnych, ponieważ to Otilia jest główną bohaterką filmu.

## Analizy i interpretacje
Literaturoznawczyni Judit Pieldner podsumowała fabułę jako „historię przyjaźni wystawionej na moralną próbę”. Badaczka stosunków międzynarodowych Florentina C. Andreescu stwierdziła, że obie bohaterki łączy emocjonalna lojalność, a w obliczu nadużyć pana Bebe Otilia staje się coraz bardziej podejrzliwa wobec Adiego.
Filmoznawca László Strausz stwierdził, że w filmie podkreślono sposoby, w jakie rumuńskie prawo aborcyjne upokarzało bohaterki. Argumentował, że konflikty klasowe i pokoleniowe są przedstawione w scenie przyjęcia, gdzie bohaterowie jedzą więcej niż przedstawiciele niższych klas, dyskutują o kwestiach społecznych takich jak pobór do rumuńskich sił zbrojnych i traktują Otilię jako przedstawicielkę „nowego pokolenia”, które nie docenia tego, co zostało mu dane. Filolog Claudiu Turcuș zauważył, że scena kolacji, w której bohaterowie patrzą z góry na niektóre zawody i zachowują się tak, jakby palenie papierosów w obecności starszych było brakiem szacunku, pokazuje, jak bardzo są oni regresywni. Antropolożka kulturowa Ileana Jitaru uznała film za rekonstrukcję „całej komunistycznej ideologii klasowej, która dzieliła społeczeństwo na ludzi »pracy« i »intelektualistów«”. Jitaru przywołała zwłaszcza scenę kolacji, podczas której w rozmowie wiele mówi się o podziale na tych, którzy mają wyższe wykształcenie i tych, którzy go nie mają. Uczestnicy spotkania chwalą się przynależnością do klasy średniej i komentują obraźliwie wiejskie pochodzenie Otilii.
Nigdy w filmie nie pada termin „komunizm”, istnienie Dekretu 770 jest jedynie domniemane, a prezydent Nicolae Ceaușescu nie zostaje wymieniony z nazwiska . Mimo to komunizm jest głównym tematem utworu. Andreescu odkryła, że w wielu lokalizacjach dominuje jedna władza; w niektórych jest to rząd, a w innych powstaje władza podziemna lub Heterotopia. Pokój hotelowy, w którym dokonuje się aborcji, jest poza nadzorem rządu. Pan Bebe wykorzystuje tę swobodę, przechwala się swoją wiedzą i zauważa ryzyko, jakie podejmuje, aby wymusić na kobietach seks. Turcuș zinterpretował tę scenę jako przedstawienie się pana Bebe jako „nowego człowieka”, podzielającego prawne niebezpieczeństwo kobiet i otwartość na seksualność, a w rzeczywistości będącego „komunistycznym brutalem”. Piszący dla czasopisma „Jump Cut” Constantin Parvulescu stwierdził, że 4 miesiące, 3 tygodnie i 2 dni równoważy elementy ostalgii i antykomunistycznego pomnika. Parvulescu podkreślił, że na początku filmu widz dostrzega dziedzictwo budujące nostalgię, co jednak niweluje narastający kryzys w komunistycznym społeczeństwie . Eseistka Adriana Cordali Gradea zasugerowała, że tematem filmu jest cisza, a obywatele narodów komunistycznych używają jej, by przetrwać i stawić opór. Widać to w końcowej scenie, kiedy Otilia zabrania dalszej dyskusji na temat aborcji. Brak ścieżki dźwiękowej może być również postrzegany jako czynnik przyczyniający się do poczucia zbliżającego się niebezpieczeństwa.
O tym, że bohaterowie żyją w biedzie, świadczy scena, w której pan Bebe awanturuje się z matką za to, że ona chce kupić cukier. Kiedy Otilia szuka pana Bebe, w tle widać też kolejkę ludzi czekających na jedzenie, co odzwierciedla kryzys żywnościowy w latach 80. Ponadto bohaterowie często są wobec siebie nieuprzejmi. Mungiu wyjaśnił, że jest to związane z biedą, mówiąc: „Ludzie w społeczeństwie muszą osiągnąć pewien standard życia, żeby mogli być uprzejmi” . Sceny wymiany handlowej odzwierciedlają fakt, że dobra firmowe powszechne na zachód od żelaznej kurtyny były w Rumunii zakazane i postrzegane jako luksusowe.
Scena kolacji przypomina Ostatnią Wieczerzę. Doru Pop przyznał, że liczba postaci jest różna i pozbawiona męskiej postaci Jezusa, ale stwierdził, że spożywanie kolacji w czasie, gdy rozgrywa się tragedia, jest istotne. Mungiu przyznał, że takie podobieństwa były przypadkowe, a kiedy już docenił potencjalną analogię w trakcie produkcji, filmowcy bardziej skupili kamerę na Otilii, aby pokazać jej stres.

## Styl
Filmoznawczyni Dominique Nasta postrzegała styl filmu jako „minimalizm spod znaku »mniej znaczy więcej«”. Krytyk z Brytyjskiego Instytutu Filmowego Ben Walters ocenił film jako „prosty i rygorystyczny, ze scenami składającymi się tylko z jednego lub dwóch ujęć”. Walters zwrócił uwagę na niemal dosłownie zapierające dech w piersiach” ujęcia z ręki, a także na oddziaływanie scen nieruchomych . Mungiu powiedział, że pomimo użycia kamery z ręki ekipa wypracowała styl, w którym ujęcia były robione tak, by można było śledzić akcję, ale też, aby ruchy kamery nie były zbyt oczywiste dla widzów. Dziennikarz Brian Gibson ocenił zdjęcia jako „cierpliwe, czujne, nieustępliwe w obserwacji wysiłków Otilii” . Ileana Jitaru, analizując zdjęcia, stwierdziła, że są to „proste, surowe i realistyczne kompozycje, w których czarny humor jest stylistycznym środkiem zakotwiczenia tematu(ów)”. Jitaru skomentowała także schemat kolorystyczny, dostrzegając „zimne, nienasycone kolory”, szczególnie szarości, błękity i zielenie na początku filmu. Ponadto historia, rozgrywająca się w ciągu jednego dnia, jest powiązana narracją w czasie rzeczywistym, choć wydarzenia w poszczególnych scenach mogą być rozdzielone minutami lub godzinami. Według Mungiu czas rzeczywisty miał na celu osiągnięcie poczucia ciągłości zgodnej z życiem.
Peter Bradshaw z gazety „The Guardian” zinterpretował styl filmu jako „koszmarny suspens realizmu społecznego” . Z kolei krytyk „The Independent”, Jonathan Romney, określił film jako „klaustrofobiczny” i „skrajnie realistyczny” . Mimo to uważał również, że sceny hotelowe dają „odczuć niemal nadprzyrodzoną grozę”, a o hałasie słyszanym po tym, jak pan Bebe karci swoją matkę, zapytuje: „Odgłos wystrzału? Strzał z pistoletu? Któż to może powiedzieć? Ale to nadaje tej scenie dziwaczny, opresyjny klimat złej wróżby” . Krytyk Peter Debruge uznał ten styl za „antytezę dobrze oświetlonych, elegancko nakręconych filmów hollywoodzkich – lub lokalnych filmów z dzieciństwa Mungiu”.
Dziennikarz Steven Boone stwierdził, że choć film otrzymał dobre recenzje za „uderzającą szarość, brzydotę i brak stylu”, to on sam uważa, że jest „piękny i stylizowany”, ponieważ „jest żywy i przeszywająco aktualny”. Boone porównał dziełu Mungiu do filmów braci Dardenne . Mungiu powiedział, że jego celem było rozpoczęcie pierwszych scen bez podawania widzom kontekstu i pozwolenie im na zorientowanie się, co się dzieje. Dziennikarka Lauren Wissot oceniła opowieść jako „dreszczowiec z suspensem”, porównywalny z twórczością Alfreda Hitchcocka. W każdym kadrze dostrzegała „duszny klimat”, pisząc: „czekamy na bombę – ciągłe zagrożenie więzieniem lub śmiercią, które definiowało życie pod rządami Nicolae Ceaușescu” . Oprócz odzwierciedlenia długości fikcyjnej ciąży, forma tytułu 4-3-2 stwarza wrażenie pośpiesznego odliczania, wzmacniając aspekty gatunkowe dreszczowca – jak napisała Gradea. Natalia Wrzesień z pisma „Kino” zwróciła uwagę na podobieństwo filmu Mungiu do dzieł Krzysztofa Kieślowskiego, twierdząc, że panuje tu „taki sam mrok, niepokój i niepewność”. Zdaniem Wrzesień w świecie filmu Mungiu „zagubiony człowiek nie może liczyć na drugą osobę”, w czym 4 miesiące, 3 tygodnie i 2 dni przypominają antytezę nostalgicznego niemieckiego filmu Good bye, Lenin! (2003) Wolfganga Beckera.
Odpowiadając na analogie do stylu braci Dardenne, Mungiu powiedział w 2008 roku, że widział tylko ich Obietnicę (1996), ale wyraził zainteresowanie ich dalszą twórczością i poprosił braci Dardenne o udział w pokazie swojego filmu. Mungiu porównywał swój styl bardziej do stylu Miloša Formana i Jiříego Menzla, choć twierdził, że bardziej inspirują go niektóre filmy niż ogólna filmografia reżysera .

## Rozpowszechnianie

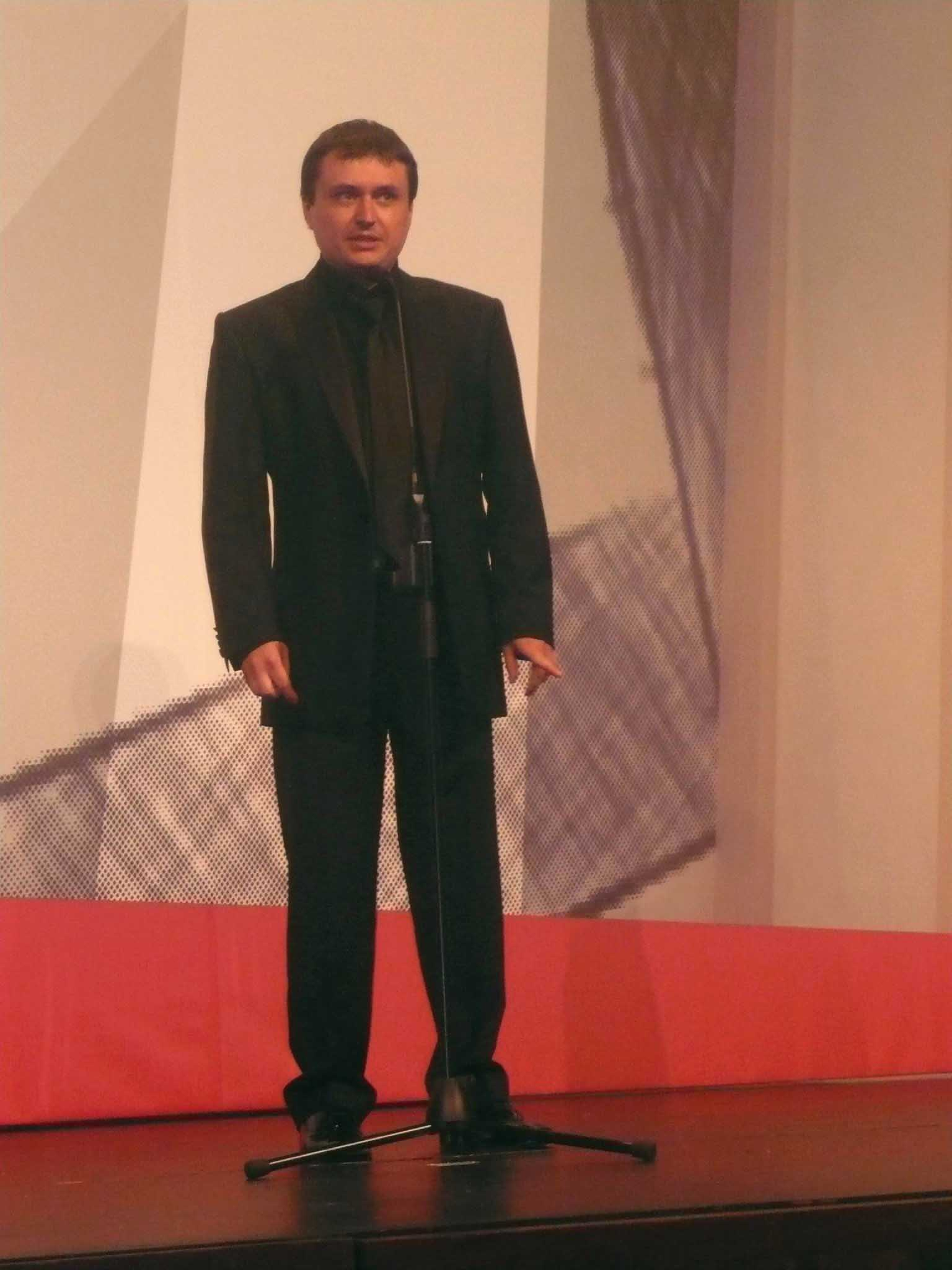
Cristian Mungiu na Międzynarodowym Festiwalu Filmowym w San Sebastián (2007)

Film zadebiutował pierwszego dnia 60. MFF w Cannes w maju 2007 roku . Na festiwalu w Cannes IFC Films zakupiło prawa do dystrybucji w Stanach Zjednoczonych . Po festiwalu sprzedano prawa do dystrybucji w 60 krajach. We wrześniu 2007 roku film brał udział w konkursie głównym na MFF w San Sebastián . W tym samym miesiącu pokazano go również na MFF w Toronto .
We własnym kraju film zadebiutował na Międzynarodowym Festiwalu Filmowym Transilvania w czerwcu 2007 roku, gdzie ustawiły się do niego długie kolejki . Następnie ekipa z przyczepą kempingową zorganizowała projekcje objazdowe w 15 rumuńskich miejscowościach pozbawionych kin . Filmowiec Sorin Avram udokumentował trasę karawany przez Fokszany, Petroșani, Călărași i inne miejscowości, a także przeprowadził wywiady z niektórymi z 17 584 widzów, którzy opisali film jako szokujący i niepokojący.
Mimo że film zdobył nagrodę filmową francuskiego Ministerstwa Edukacji Narodowej na festiwalu w Cannes, protesty ruchu antyaborcyjnego skłoniły francuskiego ministra edukacji Xaviera Darcosa do rozważenia wprowadzenia zakazu wyświetlania filmu we francuskich szkołach średnich. Wśród pracowników francuskiego przemysłu filmowego wzbudziło to obawy o cenzurę. W rezultacie w lipcu 2007 roku zrezygnowano z proponowanego zakazu, a edukacyjna płyta DVD z filmem została udostępniona dla osób od 15 roku życia . Stacje telewizyjne i linie lotnicze również chciały ocenzurować ujęcie płodu .
W czerwcu 2008 roku film został wydany na płytach DVD w Regionie 1 przez amerykańskie Genius Products i kanadyjskie Mongrel Media; płyty zawierały wywiady z twórcami filmu i dokument Sorina Avrama o kulisach produkcji  . W Regionie 2 Artificial Eye wydało w 2008 roku DVD z wywiadami i filmem dokumentalnym Avrama . W regionie A w 2019 roku Criterion Collection wydała wersję na Blu-ray .

## Odbiór

### Frekwencja kinowa
W 2007 roku w Rumunii sprzedano 89 000 biletów na film 4 miesiące, 3 tygodnie i 2 dni, co czyni go siódmym najchętniej oglądanym filmem w tym roku w kraju i najchętniej oglądanym filmem rumuńskim. Do 11 listopada 2007 roku we Francji film obejrzało ponad 300 000 widzów . Do 8 września 2008 roku IFC Films poinformowało o dobrych wynikach finansowych filmu 4 miesiące, 3 tygodnie i 2 dni w Stanach Zjednoczonych, z wynikiem brutto 1,2 miliona dolarów .
Film zszedł z kin w maju 2008 roku. W Stanach Zjednoczonych i Kanadzie zarobił 1 198 208 dolarów, a w pozostałych krajach 8 642 130 dolarów, co dało łączną kwotę 9 840 338 dolarów.

### Recepcja krytyczna
Film spotkał się z powszechnym uznaniem krytyków. Roger Ebert komentował głupotę postaci Găbițy i porównał ją do tytułowej bohaterki filmu Juno z tego samego roku, ale chwalił film za „mocne” doznania i „niezwykłe osiągnięcie wizualne” . Richard i Mary Corliss z magazynu „Time” określili film jako „trzymający w napięciu, satysfakcjonujący”, zwracając szczególną uwagę na minimalizm i „formalny rygor” jako cechy charakterystyczne dla estetyki dzieła . Jay Weissberg z magazynu „Variety” powiedział, że film jest „doskonałym i świetnie zagranym […] oszałamiającym wyczynem” . Dodał, że film ma wiele cech wspólnych z innymi produkcjami rumuńskiej nowej fali, a mianowicie: „długie ujęcia, kontrolowaną kamerę i znajomość naturalnych dialogów” . Manohla Dargis z „The New York Times” chwaliła reżyserię, zdjęcia i długie ujęcia .
Peter Bradshaw zwrócił uwagę na oschłość postaci Otilii i pozorną naiwność Găbițy, ale uznał, że tak właśnie mógł wpłynąć na nich kryzys lat 80., po czym pochwalił film jako „arcydzieło intymnej desperacji” . W magazynie „Empire” Damon Wise pozytywnie ocenił zdjęcia, kolorystykę i ukazanie czarnorynkowego terroru, jaki powstaje, gdy coś zostaje zdelegalizowane . Jonathan Romney z „The Independent” uznał film za „arcydzieło”, przyznając, że określenie „rumuński dramat aborcyjny” może być dla niektórych widzów zniechęcające, ale bronił film jako „wstrząsający” . Thomas Sotinel, piszący dla „Le Monde”, nazwał film doskonałym i wyróżnił Marinkę za jej intensywną grę . Jean-Baptiste Morain z „Les Inrockuptibles” zauważył, że film jest bardzo emocjonalny i docenił, jak wiele udało się zrobić Mungiu za pomocą niewielkich środków .
Niektóre źródła uważają film za oznakę szerszego renesansu kina rumuńskiego pierwszej dekady XXI wieku, zwłaszcza w świetle innych udanych filmów rumuńskich. Należą do nich Śmierć pana Lazarescu Cristiego Puiu, który był nagradzany na festiwalu w Cannes w 2005 roku; 12:08 na wschód od Bukaresztu Corneliu Porumboiu, również uhonorowanego na festiwalu w Cannes w 2006 roku; oraz California Dreamin' Cristiana Nemescu, który zdobył wyróżnienie na tym samym festiwalu w 2007 roku .
W 2009 roku „The Guardian” umieścił film na siódmym miejscu na liście najlepszych filmów minionej dekady . Również krytyk „New York Timesa”, A.O. Scott, umieścił film na siódmym miejscu swojej listy najlepszych filmów dekady . W 2015 roku Benjamin Lee z „The Guardiana” uznał film za swojego faworyta do zdobycia Złotej Palmy, chwaląc go jako udany nowoczesny thriller. Leonard Maltin w swoim przewodniku filmowym z 2015 roku określił film jako „mocny”, o „rzeczowym tonie”. W 2016 roku w światowym plebiscycie krytyków przeprowadzonym przez BBC film znalazł się na 15. miejscu listy 100 najlepszych filmów XXI wieku.

### Debata na temat aborcji
Emma Wilson napisała w „Film Quarterly”, że w recenzjach na IMDb porównywano film do Juno. Wilson zauważyła, że 4 miesiące, 3 tygodnie i 2 dni pokazywały płód w stanie aborcji, co było porównywalne z wykorzystywaniem takich obrazów przez amerykański ruch pro-life, ale argumentowała, że film był bliższy ruchowi pro-choice, ponieważ skupiał się na krzywdzie wyrządzanej kobietom przez prawo. Wilson twierdziła ponadto, że prawdziwym celem filmu jest lojalność dwóch bohaterek. Mungiu stwierdził, że ujęcie płodu nie ma związku z ruchem pro-life, ponieważ Rumuni nie używają takiej terminologii, a debata na temat aborcji nie jest już tam tak głośna . Protesty antyaborcyjne porównywalne do tych w USA czy Irlandii nie miały miejsca w Rumunii aż do 2005 roku, kiedy to Cerkiew prawosławna wypowiedziała się w tej sprawie. Mungiu odmówił również przedstawienia swojego stanowiska w sprawie aborcji i powiedział, że stara się oddzielić film od swojego osobistego stanowiska. Oana Godeanu-Kenworthy i Oana Popescu-Sandu twierdziły, że film traktował po prostu o komunizmie, a minimalizm pozwolił zagranicznej publiczności zobaczyć to, co chciała, w tym oświadczenie w sprawie debaty aborcyjnej.
W kanadyjskim magazynie feministycznym „Herizons” recenzentka Maureen Medved oceniła 4 miesiące, 3 tygodnie i 2 dni jako film zbliżony do horroru, przedstawiając nadużycia, jakich doświadczają kobiety, gdy aborcja jest nielegalna . W oczekiwaniu na wybory prezydenckie w USA w 2008 roku krytycy „Time”, Mary i Richard Corliss, również powołali się na film, aby odradzić wybór kandydata sprzeciwiającego się wynikom sprawy Roe v. Wade, twierdząc, że film ujawnia tego potencjalne negatywne konsekwencje .
W „The Australian Feminist Law Journal” Fiona Jenkins zinterpretowała filmową historię jako moralnie dwuznaczny argument, że bezpieczne usługi aborcyjne powinny być dozwolone, ale również zauważyła, że Otilia mówiąca Găbiție o niechęci do dalszej rozmowy przechodzi „traumę nie tylko z powodu tego, co przeszła, ale także tego, co zrobiła”. Peter T. Chattaway, pisząc dla „Christianity Today”, stwierdził, że „sama aborcja jest przeprowadzona w sposób, który może być postrzegany jako wsparcie dla obu stron debaty o aborcji”, biorąc pod uwagę znęcanie się nad kobietami, ale także przedstawienie „krwawych następstw zabiegu”. Pisarka Waltraud Maierhofer również zinterpretowała film jako dwuznaczne stanowisko w sprawie aborcji. Maierhofer zauważyła, że kobieta, dokonując wyboru, bierze pod uwagę wiele czynników, w tym zdrowie, finanse i to, z czym będzie musiało zmierzyć się potencjalne dziecko. W rozmowie z Adim Otilia zaznacza, że nie byłaby gotowa na małżeństwo i założenie rodziny. Powody decyzji Găbițy nigdy nie zostały podane; można przypuszczać, że podjęła ją sama, choć Maierhofer pisze, że momentami wydaje się ona „nieodpowiedzialna”.

### Nagrody
Na 60. MFF w Cannes w 2007 roku Cristian Mungiu został pierwszym rumuńskim filmowcem, który zdobył Złotą Palmę, najwyższe wyróżnienie festiwalu. Później film stał się pierwszym rumuńskim dziełem, które otrzymało Europejską Nagrodę Filmową dla najlepszego filmu. W ojczyźnie film był nominowany do 15 nagród Gopo, a zdobył dziewięć, w tym za najlepszy film.
Mimo że 4 miesiące, 3 tygodnie i 2 dni ubiegały się o Oscara w kategorii najlepszy film nieanglojęzyczny, nie znalazły się na tzw. shortliście, co wzbudziło kontrowersje wśród krytyków, gdyż wcześniej film zdobył Złotą Palmę  . Kontrowersje spowodowały, że jeden z członków Akademii zapowiedział reformę nominacji, choć kategoria ta często wywoływała krytykę . Mungiu powiedział później, że pominięcie filmu i wynikająca z niego furia przyniosły obrazowi spory rozgłos, a doświadczenie to nauczyło go, że krytycy i jury festiwali mają inne gusta niż Akademia Sztuki i Wiedzy Filmowej .
| Data ceremonii | Festiwal lub instytucja                                           | Kategoria                                                    | Odbiorca                                               | Wynik     |
| -------------- | ----------------------------------------------------------------- | ------------------------------------------------------------ | ------------------------------------------------------ | --------- |
| 2007           | Alliance of Women Film Journalists                                | Najlepszy film nieanglojęzyczny                              | Cristian Mungiu                                        | Nominacja |
| 2007           | Alliance of Women Film Journalists                                | Najlepszy film festiwalu                                     | Cristian Mungiu                                        | Wygrana   |
| 2007           | Międzynarodowy Festiwal Filmowy w Wilnie                          | Nagroda publiczności                                         | Cristian Mungiu                                        | Wygrana   |
| 2007           | 60. MFF w Cannes                                                  | Złota Palma                                                  | Cristian Mungiu                                        | Wygrana   |
| 2007           | 60. MFF w Cannes                                                  | Nagroda FIPRESCI                                             | Cristian Mungiu                                        | Wygrana   |
| 2007           | 60. MFF w Cannes                                                  | Nagroda filmowa francuskiego Ministerstwa Edukacji Narodowej | Cristian Mungiu                                        | Wygrana   |
| 2007           | Międzynarodowy Festiwal Filmowy w San Sebastián                   | Nagroda FIPRESCI                                             | Cristian Mungiu                                        | Wygrana   |
| 2007           | Hollywood Film Festival                                           | Hollywood World Award                                        | Cristian Mungiu                                        | Wygrana   |
| 2007           | LUX Prize                                                         | Najlepszy film                                               | Cristian Mungiu                                        | Na podium |
| 2007           | Międzynarodowy Festiwal Filmowy w Sztokholmie                     | Najlepsza aktorka                                            | Anamaria Marinca                                       | Wygrana   |
| 2007           | Międzynarodowy Festiwal Filmowy w Sztokholmie                     | Brązowy Koń                                                  | Cristian Mungiu                                        | Wygrana   |
| 2007           | Toronto Film Critics Association                                  | Najlepszy film nieanglojęzyczny                              | Cristian Mungiu                                        | Wygrana   |
| 2007           | „The Village Voice”                                               | Najlepsza aktorka                                            | Anamaria Marinca                                       | Wygrana   |
| 2007           | „The Village Voice”                                               | Najlepszy film                                               | Cristian Mungiu                                        | Remis     |
| 2007           | „The Village Voice”                                               | Najlepszy aktor drugoplanowy                                 | Vlad Ivanov                                            | Remis     |
| 2007           | Chicago Film Critics Association                                  | Najlepszy film nieanglojęzyczny                              | Cristian Mungiu                                        | Wygrana   |
| 2007           | Dallas-Fort Worth Film Critics Association                        | Najlepszy film nieanglojęzyczny                              | Cristian Mungiu                                        | Nominacja |
| 2007           | Europejska Nagroda Filmowa                                        | Najlepsza aktorka                                            | Anamaria Marinca                                       | Nominacja |
| 2007           | Europejska Nagroda Filmowa                                        | Najlepszy reżyser                                            | Cristian Mungiu                                        | Wygrana   |
| 2007           | Europejska Nagroda Filmowa                                        | Najlepszy scenarzysta                                        | Cristian Mungiu                                        | Nominacja |
| 2007           | Europejska Nagroda Filmowa                                        | Najlepszy film                                               | Cristian Mungiu, Oleg Mutu                             | Wygrana   |
| 2007           | Los Angeles Film Critics Association                              | Najlepsza aktorka                                            | Anamaria Marinca                                       | Remis     |
| 2007           | Los Angeles Film Critics Association                              | Najlepszy aktor drugoplanowy                                 | Vlad Ivanov                                            | Wygrana   |
| 2007           | Los Angeles Film Critics Association                              | Najlepszy film nieanglojęzyczny                              | Cristian Mungiu                                        | Wygrana   |
| 2007           | Międzynarodowa Akademia Prasy                                     | Nagroda Satelita dla najlepszego filmu zagranicznego         | Cristian Mungiu                                        | Nominacja |
| 2008           | Australian Film Critics Association                               | Najlepszy film zagraniczny                                   | Cristian Mungiu                                        | Nominacja |
| 2008           | Critics’ Choice Awards                                            | Najlepszy film nieanglojęzyczny                              | Cristian Mungiu                                        | Nominacja |
| 2008           | Hollywoodzkie Stowarzyszenie Prasy Zagranicznej                   | Złoty Glob za najlepszy film nieanglojęzyczny                | Cristian Mungiu                                        | Nominacja |
| 2008           | National Board of Review                                          | 5 najlepszych filmów zagranicznych                           | Cristian Mungiu                                        | Wygrana   |
| 2008           | National Society of Film Critics                                  | Najlepszy film nieanglojęzyczny                              | Cristian Mungiu                                        | Wygrana   |
| 2008           | Palm Springs Film Festival                                        | Najlepsza aktorka                                            | Anamaria Marinca                                       | Wygrana   |
| 2008           | Palm Springs Film Festival                                        | Najlepsza aktorka                                            | Laura Vasiliu                                          | Wygrana   |
| 2008           | Francuska Akademia Sztuki i Techniki Filmowej                     | Cezar dla najlepszego filmu nieanglojęzycznego               | Cristian Mungiu                                        | Nominacja |
| 2008           | Independent Spirit Awards                                         | Najlepszy film zagraniczny                                   | Cristian Mungiu                                        | Nominacja |
| 2008           | London Film Critics Circle                                        | Najlepszy film nieanglojęzyczny                              | Cristian Mungiu                                        | Nominacja |
| 2008           | London Film Critics Circle                                        | Najlepszy reżyser                                            | Cristian Mungiu                                        | Nominacja |
| 2008           | London Film Critics Circle                                        | Najlepsza aktorka                                            | Anamaria Marinca                                       | Nominacja |
| 2008           | Vancouver Film Critics Circle                                     | Najlepszy film nieanglojęzyczny                              | Cristian Mungiu                                        | Wygrana   |
| 2008           | Nagrody Gopo                                                      | Najlepszy aktor drugoplanowy                                 | Vlad Ivanov                                            | Wygrana   |
| 2008           | Nagrody Gopo                                                      | Najlepszy aktor drugoplanowy                                 | Alexandru Potocean                                     | Nominacja |
| 2008           | Nagrody Gopo                                                      | Najlepsza aktorka                                            | Anamaria Marinca                                       | Wygrana   |
| 2008           | Nagrody Gopo                                                      | Najlepszy reżyser                                            | Cristian Mungiu                                        | Wygrana   |
| 2008           | Nagrody Gopo                                                      | Najlepszy scenarzysta                                        | Cristian Mungiu                                        | Nominacja |
| 2008           | Nagrody Gopo                                                      | Nagroda Publiczności                                         | Cristian Mungiu                                        | Wygrana   |
| 2008           | Nagrody Gopo                                                      | Najlepszy film                                               | Cristian Mungiu, Oleg Mutu                             | Wygrana   |
| 2008           | Nagrody Gopo                                                      | Najlepszy dźwięk                                             | Cristian Tarnovetchi, Constantin Fleancu, Dana Bunescu | Wygrana   |
| 2008           | Nagrody Gopo                                                      | Najlepszy montaż                                             | Dana Bunescu                                           | Nominacja |
| 2008           | Nagrody Gopo                                                      | Najlepsze kostiumy                                           | Dana Istrate                                           | Nominacja |
| 2008           | Nagrody Gopo                                                      | Young Hope                                                   | Laura Vasiliu                                          | Wygrana   |
| 2008           | Nagrody Gopo                                                      | Najlepsza aktorka drugoplanowa                               | Laura Vasiliu                                          | Nominacja |
| 2008           | Nagrody Gopo                                                      | Najlepsza aktorka drugoplanowa                               | Luminita Gheorghiu                                     | Nominacja |
| 2008           | Nagrody Gopo                                                      | Najlepsza scenografia                                        | Mihaela Poenaru                                        | Wygrana   |
| 2008           | Nagrody Gopo                                                      | Najlepsze zdjęcia                                            | Oleg Mutu                                              | Wygrana   |
| 2008           | David di Donatello                                                | Najlepszy film europejski                                    | Cristian Mungiu                                        | Nominacja |
| 2008           | Asociación de Cronistas Cinematográficos de la Argentina          | Złoty Kondor za najlepszy film nieanglojęzyczny              | Cristian Mungiu                                        | Nominacja |
| 2008           | Academia de las Artes y Ciencias Cinematográficas de la Argentina | Najlepszy film zagraniczny                                   | Cristian Mungiu                                        | Wygrana   |
| 2008           | Stowarzyszenie Nowojorskich Krytyków Filmowych                    | Najlepszy film nieanglojęzyczny                              | Cristian Mungiu                                        | Wygrana   |
| 2009           | BBC Four World Cinema Awards                                      | BBC Four World Cinema Award                                  | Cristian Mungiu                                        | Wygrana   |
| 2009           | Hiszpańska Akademia Sztuki Filmowej                               | Goya dla najlepszego filmu europejskiego                     | Cristian Mungiu                                        | Wygrana   |

## Znaczenie
Po kontrowersjach wokół nominacji oscarowych Amerykańska Akademia Wiedzy i Sztuki Filmowej zreformowała swoją metodologię wyboru nominacji do nagrody za najlepszy film nieanglojęzyczny, pozwalając komisji składającej się z około 20 członków wskazać trzech ulubionych kandydatów, równoważąc tym samym krótką listę stworzoną przez drugą komisję złożoną z setek głosujących . Steven Zeitchik z „Los Angeles Times” zauważył, że nominowane w 2011 roku filmy odzwierciedlały tę zmianę, prezentując niekonwencjonalne i wymagające tematy, takie jak przemoc wśród młodzieży (W lepszym świecie), kazirodztwo przez gwałt (Pogorzelisko), a zwłaszcza tortury (Kieł) . W 2013 roku magazyn „The Wrap” obarczył Mungiu odpowiedzialnością za nowe zasady przyznawania Oscarów .
Mungiu podobno planował, że 4 miesiące, 3 tygodnie i 2 dni będą pierwszym z luźnej serii filmów zatytułowanych Opowieści ze złotego wieku . Mungiu wyjaśnił, że „złoty wiek Rumunii” to termin używany w kraju w odniesieniu do ostatnich dziewięciu lat władzy Ceaușescu, choć jego zdaniem ludzie cierpieli wtedy na „niedobory i trudności” . Zamierzał nakręcić sześć filmów krótkometrażowych, a następnie pozwolić młodszym reżyserom na przejęcie serii. W 2009 roku wypuścił pojedynczy film pod tytułem Opowieści ze złotego wieku, który po 4 miesiącach, 3 tygodniach i 2 dniach przedstawiał czasy Ceaușescu i w którym główną rolę zagrał Vlad Ivanov . Jego następny film, Za wzgórzami (2012), w podobny sposób przedstawiał rumuński ekstremizm, a inspiracji do nakręcenia kinowej adaptacji dostarczyła Mungiu wersja sceniczna w Nowym Jorku podczas promocji 4 miesięcy, 3 tygodni i 2 dni .